# Tomoki Imai
Tomoki Imai (今井 智基 Imai Tomoki?, Ichikawa, Chiba, 29 de noviembre de 1990) es un futbolista japonés que se desempeña como defensa en el Western United F. C. de la A-League.

## Trayectoria

### Clubes
| Club                 | País      | Año       |
| -------------------- | --------- | --------- |
| Omiya Ardija         | Japón     | 2013-2015 |
| Kashiwa Reysol       | Japón     | 2015-2018 |
| Matsumoto Yamaga     | Japón     | 2018-2019 |
| Western United F. C. | Australia | 2020-     |